# Festival de la Cançó de Turkvisió 2020
El IV Festival de la Cançó de Turkvisió va ser la quarta edició del Festival de la Cançó de Turkvisió. Després de la seva cancel·lació en els anys 2016 i 2017 (i de no fer-se en els anys 2018 i 2019). La guanyadora d'aquesta edició va ser la ucraïnesa Natalie Papazoglu, que va representar Ucraïna amb la cançó "Tikenli yol" en llegua gagaüsa i que va obtenir 226 punts.

## Organització

### Cançons
Totes les cançons van ser gravades prèviament.

### Votacions
El jurat va estar compost per una persona de cadascuna de les regions participants, elegida pel cap de delegació de la seva regió. Cada membre del jurat va puntuar cada cançó d'1 a 10 punts, i guanyará la cançó amb més punts. Els membres del jurat van atorgar els seus punts a través d'un enllaç satelital, i el president del jurat va ser la cantant belarussa Gunesh, qui anteriorment va acabar com a subcampiona del seu país en el concurs de 2013. Els tres primers participants rebran premis en efectiu i el guanyador rebrà una invitació directa a el concurs de 2021 i l'oportunitat de filmar un video musical per la seva participació. També hi haurà un premi de simpatia del públic per a la portada de "Sari Gelin" que rebi més vots en les xarxes socials abans del concurs.

### Presentadors
Els presentadors van ser l'Esra Balamir, en Refik Sarıöz i la Nermin Barıs.

### Actes d'obertura i interval
L'únic acte d'interval va ser quan la Natali Deniz va cantar la cançó "Sarmaş bana".

## Països participants

Països que van confirmats la seva participació.

- Albània - Ilire Ismajli amb la cançó «Perseri»
- Alemanya - Aydan İlxaszade amb la cançó «Odun»
- Azerbaidjan - Aydan İlxaszade amb la cançó «Can Can Qardaş Can»
- Baixkíria - Ziliya Bahtieva amb la cançó «Halkyma» (Халҡыма)
- Belarús Svetlana Agarval amb la cançó «Məni anla»
- Bòsnia i Hercegovina - Armin Muzaferija amb la cançó «Džehva»
- Gagaúsia - Yulia Arnaut amb la cançó «Kemençä»
- Kazakhstan - Almaz Kopzhasar amb la cançó «Kim ol» (Кім ол)
- Khakàssia - Darya Tacheyeva amb la cançó «Ot chalynda» (От чалында)
- Kirguizstan - Aiganysh Abdieva amb la cançó «Yupiter» (Юпитер)
- Macedònia del Nord - Cengiz Sipahi amb la cançó «Kal Yanımda»
- Moldàvia - Pelageya Stefoglo amb la cançó «Ateş Gibi»
- Moscou - Olga Shimanskaya amb la cançó«Hadi Gel»
- Nogai - Zhanna Musayeva amb la cançó «Muñayma» (Мунъайма)[1]
- Polònia- Mishelle amb la cançó «Doğma yerlər»
- República de Sakhà (Iacútia) - Umsuura amb la cançó «Mokhsoğollor» (Мохсоҕоллор)
- Romania - Sunai Giolacai amb la cançó «Niye?»
- Sèrbia - Haris Skarep amb la cançó «Doživotno osuđen»[2]
- Tatarstan - Diliya Ahmetshina amb la cançó «Ğafu it, awılım» (Гафу ит, авылым)
- Oblast de Tiumén - Adilya Tushakova amb la cançó «Havalarda» (Хаваларда)
- Turcmans de l'Iraq - Sarmad Mahmood amb la cançó «Kelebek»
- Turquia Ertan i İsrafil amb la cançó «Ne Yaptıysam Olmadı»
- Tuvà - Oorzhak Omak Çopanoviç amb la cançó «Bayla la Talgam» (Байла ла Талгам)
- Ucraïna - Natalie Papazoglu amb la cançó «Tikenli yol»
- Uigurs Kazakhs - Sada Ensemble amb la cançó «Sevgiyi besle»
- República Turca de Xipre del Nord - Çağıl İşgüzar amb la cançó «Acıtır Hep Hayallerim»

## Festival

### Ordre d'actuació
| Núm. | País                         | Artista(es)            | Cançó                               | Lloc | Punts |
| ---- | ---------------------------- | ---------------------- | ----------------------------------- | ---- | ----- |
| 01   | Albània                      | Ilire Ismajli          | «Perseri»                           | 19   | 171   |
| 02   | Nogai                        | Zhanna Musayeva        | «Muñayma» (Мунъайма)                | 24   | 159   |
| 03   | Baixkíria                    | Ziliya Bahtieva        | «Halkyma» (Халҡыма)                 | 17   | 174   |
| 04   | Bòsnia i Hercegovina         | Armin Muzaferija       | «Džehva»                            | 3    | 194   |
| 05   | Xipre del Nord               | Çağıl İşgüzar          | «Acıtır Hep Hayallerim»             | 21   | 171   |
| 06   | Macedònia del Nord           | Cengiz Sipahi          | «Kal Yanımda»                       | 20   | 171   |
| 07   | Tuvà                         | Oorzhak Omak Çopanoviç | «Bayla la Talgam» (Байла ла Талгам) | 15   | 176   |
| 08   | Azerbaidjan                  | Aydan İlxaszade        | «Can Can Qardaş Can»                | 5    | 193   |
| 09   | Polònia                      | Mishelle               | «Doğma yerlər»                      | 18   | 172   |
| 10   | Tatarstan                    | Ilire Ismajli          | «Ğafu it, awılım» (Гафу ит, авылым) | 6    | 191   |
| 11   | Alemanya                     | Seyran Ismayilkhanov   | «Odun»                              | 8    | 190   |
| 12   | Turcmans de l'Iraq           | Sarmad Mahmood         | «Kelebek»                           | 26   | 150   |
| 13   | Gagaúsia                     | Yulia Arnaut           | «Kemençä»                           | 10   | 185   |
| 14   | Khakàssia                    | Darya Tacheyeva        | «Ot chalynda» (От чалында)          | 11   | 181   |
| 15   | Ucraïna                      | Natalie Papazoglu      | «Tikenli yol»                       | 1    | 226   |
| 16   | Sèrbia                       | Haris Skarep           | «Doživotno osuđen»                  | 13   | 178   |
| 17   | Kirguizstan                  | Aiganysh Abdieva       | «Yupiter» (Юпитер)                  | 16   | 176   |
| 18   | Belarús                      | Svetlana Agarval       | «Məni anla»                         | 23   | 166   |
| 19   | Moscou                       | Olga Shimanskaya       | «Hadi Gel»                          | 9    | 186   |
| 20   | Romania                      | Sunai Giolacai         | «Niye?»                             | 22   | 167   |
| 21   | Kazakhstan                   | Almaz Kopzhasar        | «Kim ol» (Кім ол)                   | 25   | 159   |
| 22   | Moldàvia                     | Pelageya Stefoglo      | «Ateş Gibi»                         | 7    | 191   |
| 23   | República de Sakhà (Iacútia) | Umsuura                | «Mokhsoğollor» (Мохсоҕоллор)        | 2    | 204   |
| 24   | Óblast de Tiumén             | Adilya Tushakova       | «Havalarda» (Хаваларда)             | 4    | 193   |
| 25   | Turquia                      | Ertan i İsrafil        | «Ne Yaptıysam Olmadı»               | 19   | 171   |
| 26   | Uigurs Kazakhs               | Sada Ensemble          | «Sevgiyi besle»                     | 14   | 178   |

### Jurats
| - Albània - Avni Qahili - Alemanya - Volkan Gucer - Azerbaidjan - - Baixkíria - - Belarús - Gunesh (presidenta) - Bòsnia i Hercegovina - Ahmed Švrakić - Gagaúsia - Petr Petkovic - Kazakhstan - - Khakàssia- German Tanbaev - Kirguizstan - Gulnur Satylganova - Macedònia del Nord - Erhan Hasip - Moldàvia - - Moscou - Leush Lyubich - Nogai - Ayna Cherkesova - Polònia - Dawid Szwajcowski - Óblast de Tiumén - Kabirov Mansur Mannurovich - República de Sakhà (Iacútia) - Çıskııray - Romania - Cengiz Erhan Kutluakay (represent de Romania en 2013 i 2014) - Sèrbia - Denis Mavrić - Tatarstan - Damir Davletshin - Turcmans de l'Iraq - Ahmet Tuzlu (represent de l'Iraq al Festival de la Cançó de Turkvisió) - Turquia - Selim Gülgören - Tuvà - - Ucraïna - Nadezhda Malenkova - Uigurs Kazakhs - Xipre del Nord - Ertan Birinci Perquè un país o regió sigui elegit com a potencial participant del Festival de la Cançó de Turkvisió, els seus representants deuen ser d'algun dels països i de les comunitats turques així com a ciutadans d'altres països d'origen turc, així com a ciutadans amb doble nacionalitat o amb dret a residir al país de residència. Els participants tenen dret a triar lliurement als compositors, arranjadors i altres persones que treballin per les seves cançons que interpretaran d'acord amb les disposicions del reglament. - Daguestan: L'Organització de Cultura Kumuk va anunciar al novembre que no tindrà lloc el seu debut a l'any 2020. - Kumyks: L'Organització Cultural Kumyk va confirmar a l'octubre de 2020 que no hi participarien en el festval de 2020, ja que no havien rebut cap invitació per competir. - Països Baixos: Tot i que van triar al seu representant, Rzayev, y la seva cançó hauria sigut «Ana – Vətən». El motiu de no participar-hi va ser per les restriccions de la Pandèmia de la Covid-19 als Països Baixos. - Suècia: Tot i que van triar el seu representant, Arghavan, y la seva cançó hauria sigut «Dirçəliş». El motiu de no participar-hi va ser segons Eurovoix World es deu al fet que l'actuació filmada no estava a l'altura dels estàndards de la competència. Els següents països i regions ja havien participat en les edicions anteriors i les seves radiodifusores no van dir res de la seva particició en aquesta edició: - República de l'Altai - Bulgària - Crimea - Geòrgia - Iran - Iraq - Kabardino-Balkària i Karatxai-Txerkèssia - Kémerovo - Kosovo - Síria - Turkmenistan - Uzbekistan 1. 2. 3. 4. 5. 6. 7. 8. 9. 10. 11. 12. 13. |